# Haraldur Freyr Guðmundsson
Haraldur Freyr Guðmundsson (Keflavík, 14 dicembre 1981) è un ex calciatore ed ex giocatore di calcio a 5 islandese, di ruolo difensore.

## Carriera

### Club
Oltre il Keflavik, squadra della sua città natale, ha giocato anche a Cipro nell'Apollon Limassol e con i norvegesi dell'Aalesunds FK. Nel 2005 è stato per due volte convocato nella nazionale del suo paese. Ha marcato varie presenze nelle nazionali giovanili.

## Palmarès
- Coppa d'Islanda: 1

Keflavik: 2004